# 미엘뷔시

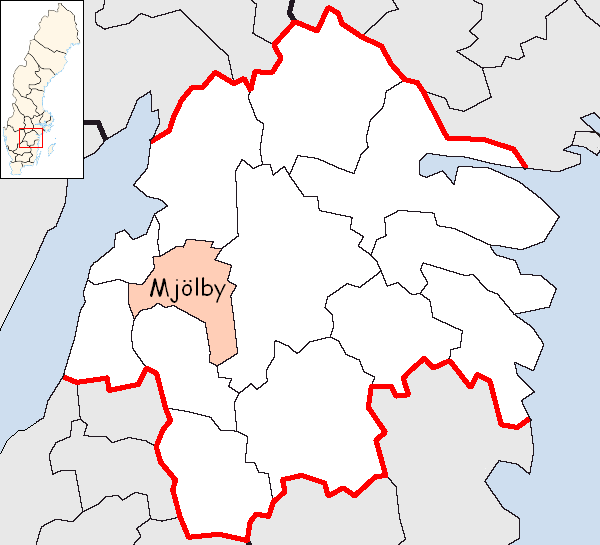
미엘뷔 시의 위치

미엘뷔시(스웨덴어: Mjölby kommun)는 스웨덴 외스테르예틀란드주에 위치한 지방 자치체로 행정 중심지는 미엘뷔이며 면적은 557.190275km2, 인구는 26,708명(2016년 12월 31일 기준), 인구 밀도는 48명/km2이다.

시 문장